# Leonard Piontek
Leonard Franz Piontek, polnisch Leonard Franciszek Piątek (* 3. Oktober 1913 in Königshütte; † 1. Juli 1967 in Chorzów) war ein polnischer Fußballspieler deutscher Herkunft.

## Karriere
Seine gesamte Karriere als Stürmer verbrachte er in einem einzigen Verein, der mehrmals den Namen änderte: AKS Królewska Huta, Germania Königshütte, AKS Chorzów. Mit seinem Klub wurde er mehrfach schlesischer Meister; im Jahr 1937 wurde er als Aufsteiger Zweiter in der ersten polnischen Liga. Während des Zweiten Weltkriegs wurde er mit seiner Mannschaft dreimal Meister der Gauliga Oberschlesien und nahm daraufhin mit Germania an der Deutschen Meisterschaft teil. 
Piontek wurde als Spieler des FV Germania Königshütte Schlesischer Torschützenkönig in der Saison 1940/41.
In der polnischen Nationalmannschaft kam er von 1937 bis 1939 zu 17 Länderspielen, in denen er elf Tore erzielte. Er nahm an der Weltmeisterschaft 1938 in Frankreich teil. Sein erstes Länderspiel bestritt er am 23. Juni 1937 in Warschau gegen Schweden (3:1), in dem er auch sein erstes Länderspieltor schoss.
Nach Ende seiner aktiven Laufbahn arbeitete er als Fußballtrainer. 

## Länderspiele
- 6. September 1936 Riga, Lettland – Polen 3:3
- 23. Juni 1937 Warschau, Polen – Schweden 3:1 (1 Tor)
- 4. Juli 1937 Lódź, Polen – Rumänien 2:4 (1 Tor)
- 12. September 1937 Sofia, Bulgarien – Polen 3:3
- 10. Oktober 1937 Warschau, Polen – Jugoslawien 4:0 (2 Tore)
- 13. März 1938 Zürich, Schweiz – Polen 3:3 (1 Tor)
- 3. April 1938 Belgrad, Jugoslawien – Polen 0:1
- 22. Mai 1938 Warschau, Polen – Irland 6:0 (2 Tore)
- 5. Juni 1938 Straßburg, Brasilien – Polen 6:5 n. V. (WM)
- 18. September 1938 Chemnitz, Deutschland – Polen 4:1
- 25. September 1938 Warschau, Polen – Jugoslawien 4:4 (1 Tor)
- 23. Oktober 1938 Warschau, Polen – Norwegen 2:2
- 13. November 1938 Dublin, Irland – Polen 2:3 (1 Tor)
- 22. Januar 1939 Paris, Frankreich – Polen 0:4
- 27. Mai 1939 Lódź, Polen – Belgien 3:3
- 4. Juni 1939 Warschau, Polen – Schweiz 1:1 (1 Tor)
- 27. August 1939 Warschau, Polen – Ungarn 4:2 (1 Tor)